# 东57街252号

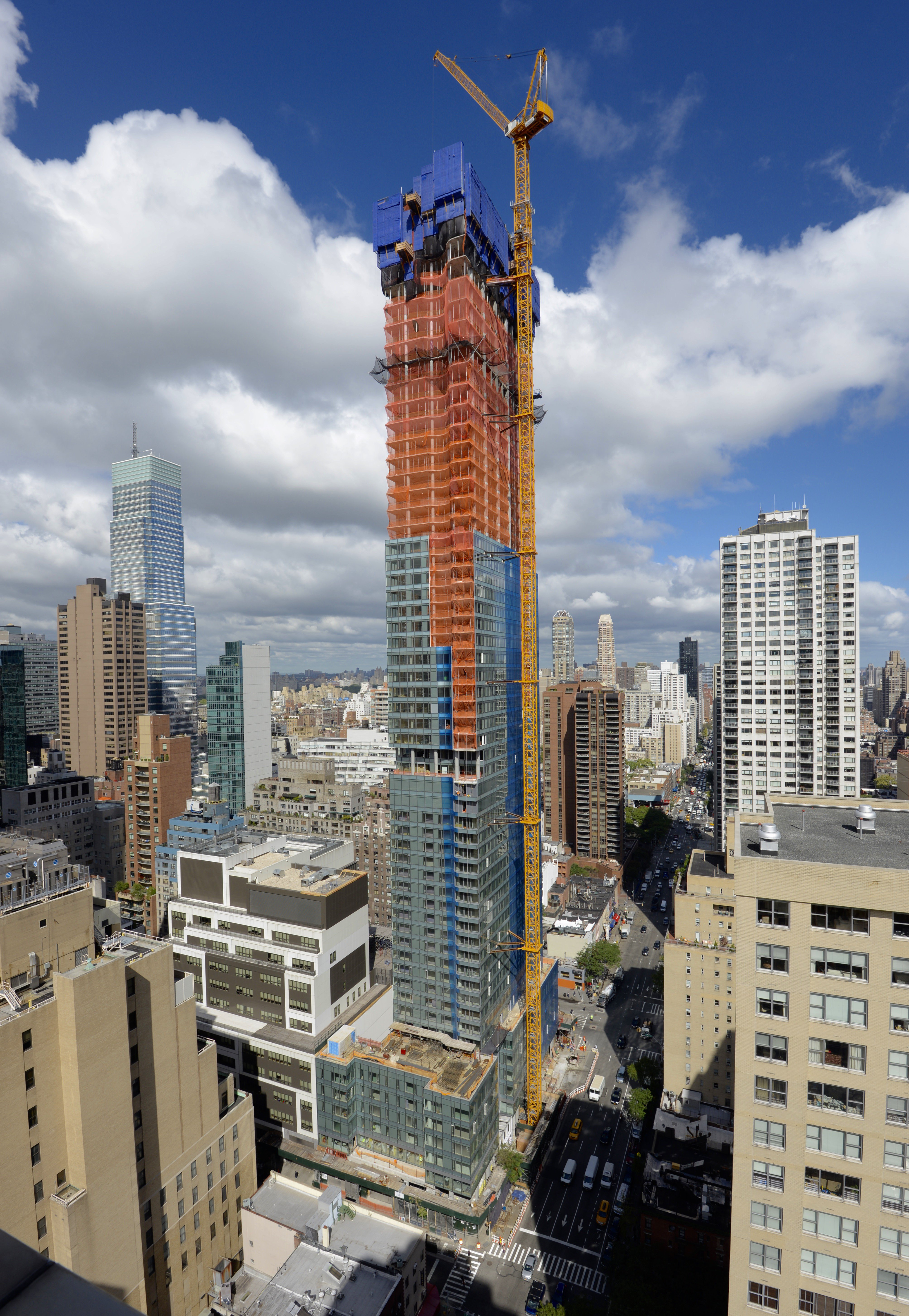
建设中的东57街252号（拍摄于2015年）

东57街252号（英語：252 East 57th Street）是位于美国纽约市的一座现代化商住摩天大樓，由环球集团（World Wide Group）和罗斯联合公司（Rose Associates, Inc.）开发。大楼是57街附近高级公寓开发的重要组成部分。工程起始于2013年，这座高级公寓高达712英尺（217），整座楼共65层，截止2019年5月，在纽约摩天大楼中位居63位，其中从36层开始往上是公寓。大楼还是两所学校的所在地，有78,000平方英尺（7,200平方）商业面积（包括一楼的一个全食超市）。大楼大部分于2017年竣工。